# Le crabe aux pinces d'or
Le crabe aux pinces d'or (Brasil: O Caranguejo das Pinças de Ouro / Portugal: O Caranguejo das Tenazes de Ouro) é o nono álbum da série de banda desenhada franco-belga As aventuras de Tintim, produzida pelo belga Hergé. Encomendado pelo jornal belga Le Soir para o seu suplemento juvenil Le Soir Jeunesse, foi editado entre 17 de outubro de 1940 e 18 de outubro de 1941, em meio à ocupação alemã da Bélgica durante a Segunda Guerra Mundial. No meio da publicação, Le Soir Jeunesse foi cancelado e a história começou a ser publicada diariamente nas páginas do Le Soir, o arco de história foi republicado no formato álbum pela Casterman em 1941. A história mostra o jovem jornalista belga Tintim e o seu cão Milu que viajam para o Marrocos para perseguir uma gangue de contrabandistas internacionais de ópio.
Le crabe aux pinces d'or foi publicado em forma de álbum logo após a sua conclusão. Hergé continuou As Aventuras de Tintin com A Estrela Misteriosa, enquanto a série em si tornou-se uma parte definidora da tradição da banda desenhada franco-belga. Em 1943, Hergé coloriu e redesenhou o álbum em seu estilo distinto de linha clara para a republicação da Casterman. Le crabe aux pinces d'or introduz o personagem recorrente, o Capitão Haddock, que se tornou um dos principais personagens da série. O álbum é a primeira aventura de Tintim publicada nos Estados Unidos e a primeira a ser adaptada em um filme. Le crabe aux pinces d'or foi adaptado para a série animação de 1956 do estúdio Belvision, Les aventures de Tintin, d'après Hergé, para a série animada As Aventuras de Tintim produzido pelo estúdio francês Ellipse Animation e o estúdio canadense Nelvana, e para o filme de animação de mesmo nome de 2011 dirigido por Steven Spielberg.

## Sinopse
Dupond e Dupont investigam o caso da morte insólita de um marinheiro, relacionada com o que parece tratar-se uma lata de conserva que contém caranguejo. Tintim, como sempre, decide colaborar na investigação, dirigindo-se a um cargueiro chamado Karaboudjan onde é apreendido por um bando de criminosos que escondem na lata droga. Tintim consegue escapar do camarote juntamente com o capitão do navio, Haddock, que está completamente alcoolizado. Tintim e Haddock escapam do navio num bote mas, devido ao excesso de álcool, Haddock afunda o barco. Além disso, um homem que coopera para o tenente do Karaboudjan conduz um hidroavião com o qual tenta matá-los mas os nossos heróis conseguem imobilizar o piloto e apoderar-se do avião. Mas, devido ao alcoolismo de Haddock, eles caem no deserto do Saara. Eles são salvos pelo exército de Legião Estrangeira Francesa que os leva até a um porto em Marrocos, onde o capitão Haddock reconhece o seu navio. Tintim e a polícia conseguem capturar a quadrilha, impedindo que eles trafiquem a droga.

## Adaptações
Em 1947, foi criado o primeiro filme cinematográfico de Tintim: o longa-metragem de animação stop motion Le crabe aux pinces d'or, fielmente adaptado pelo produtor Wilfried Bouchery para o estúdio Films Claude Misonne. Foi exibido pela primeira vez no ABC Cinema em 11 de janeiro de 1947 para um grupo de convidados. Ele foi exibido publicamente apenas uma vez, em 21 de dezembro daquele ano, antes de Bouchery declarar falência e fugir para a Argentina.
Le crabe aux pinces d'or é uma das aventuras de Tintim que foram adaptadas para a primeira série animada de Tintim, Les aventures de Tintin, d'après Hergé pelo estúdio belga Belvision em 1957, dirigido por Ray Goossens e escrito por Michel Greg, ele mesmo um cartunista conhecido que em anos posteriores se tornaria editor-chefe da revista Tintim.
Em 1991, Le crabe aux pinces d'or foi adaptado para um episódio da série de televisão As Aventuras de Tintim, do estúdio francês Ellipse Animation e o canadense Nelvana. Dirigido por Stéphane Bernasconi, o personagem de Tintin teve a voz de Thierry Wermuth. Le crabe aux pinces d'or foi a sétima história adaptada na série. Dirigido por Stéphane Bernasconi, os críticos elogiaram a série por ser "geralmente fiel", com composições tendo sido tiradas diretamente dos quadrinhos originais.